# Staflinus setifolius
Staflinus setifolius är en flockblommig växtart som beskrevs av Constantine Samuel Rafinesque. Staflinus setifolius ingår i släktet Staflinus och familjen flockblommiga växter. Inga underarter finns listade i Catalogue of Life.